# Bí tích Thêm Sức
Bí tích Thêm Sức là một dấu chỉ nhận lãnh ơn Chúa Thánh Thần của người Công giáo. Bí tích Thêm Sức không thể tẩy xóa nên chỉ lãnh nhận một lần.

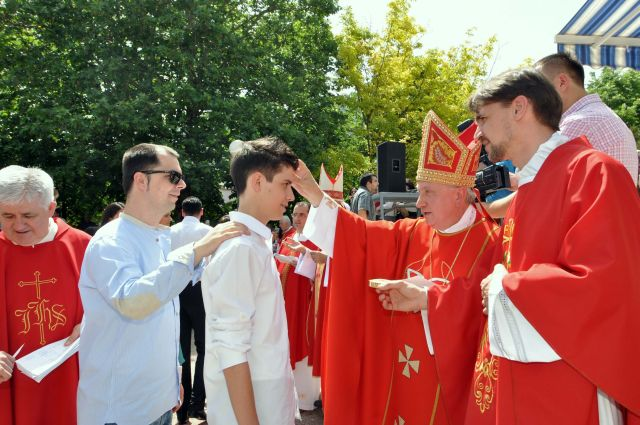
Cha Luigi Pezzuto, Sứ thần Tòa Thánh ở Bosnia và Herzegovina đang ban phép Bí tích Thêm sức

Thừa tác viên thông thường của bí tích Thêm Sức là Giám mục. Ngoài ra, có thể Giám mục ủy quyền cho linh mục để ban bí tích Thêm Sức hoặc Rửa Tội cho người lớn hoặc khi có người tín hữu sắp qua đời mà chưa được nhận phép Thêm Sức.
Trẻ em đến tuổi biết phán đoán được quyền lãnh nhận bí tích Thêm Sức. Trong trường hợp nguy tử, Hội Thánh vẫn ban bí tích này cho trẻ em dù chưa đến tuổi biết phán đoán. Người lớn khi lãnh nhận bí tích Thanh Tẩy thì phải được lãnh nhận ngay bí tích Thêm Sức là một trong ba bí tích khai tâm Kitô giáo.
Để lãnh nhận bí tích Thêm Sức, người tín hữu phải hiểu biết giáo lý, phải ở trong tình trạng ân sủng, nghĩa là sạch tội. Cũng như bí tích Thánh Tẩy, nên có một người đỡ đầu để được trợ giúp trong đời sống thiêng liêng, nên chọn chính người đỡ đầu Rửa Tội để nhấn mạnh sự thống nhất của hai bí tích này.
Nghi thức chính yếu của bí tích Thêm Sức được trao ban bằng việc đặt tay (Giám mục hay Linh mục giơ tay trên đầu tân tòng) và đọc lời cầu xin ơn Chúa Thánh Thần, kèm theo việc xức dầu thánh trên trán và đọc lời này: "...Hãy nhận lấy ấn tín ơn Chúa Thánh Thần"
Vai trò của Chúa Thánh Thần rất quan trọng trong đời sống của người Kitô hữu. Họ tin Chúa Thánh Thần sẽ giúp đổi mới con người và đi sâu vào đời sống tâm linh của họ.